# Antrocephalus atratus
Antrocephalus atratus är en stekelart som beskrevs av Masi 1989. Antrocephalus atratus ingår i släktet Antrocephalus och familjen bredlårsteklar.
Artens utbredningsområde är Taiwan. Inga underarter finns listade i Catalogue of Life.